# قرار مجلس الأمن التابع للأمم المتحدة رقم 177
قرار مجلس الأمن التابع للأمم المتحدة رقم 177، الذي اعتمد بالإجماع في 15 أكتوبر 1962، بعد النظر في طلب أوغندا للانضمام إلى عضوية الأمم المتحدة، أوصى المجلس الجمعية العامة بقبول أوغندا.